# عارف پاشایف
عارف پاشایف (ترکی آذربایجانی: Arif Mircəlal oğlu Paşayev) دانشمند و دکترای فیزیک و ریاضیات اهل جمهوری آذربایجان است. وی سکانداری آکادمی ملی حمل و نقل هوایی را به عهده دارد.

## زندگی‌نامه
عارف پاشایف فرزند میرجلال در ۱۵ فوریه سال ۱۹۳۴، در شهر باکو به دنیا آمد. در سال ۱۹۵۷، از رشته رادیو فیزیک «آکادمی ملی مخابرات اودسا» دانش‌آموخته گردید. در سال ۱۹۵۹، فعالیت‌های شغلی خود را به عنوان دانشمند در دانشکده فیزیک آکادمی ملی علوم آذربایجان آغاز نمود.
در فاصله زمانی ۱۹۶۰ تا ۱۹۶۴ در «دانشکده گریدمت» مسکو تحصیل گرفت. در سال ۱۹۶۶، از پایان‌نامه خود در موضوع پیشبرد روش‌ها و دستگاه‌هایی برای اندازه‌گیری پارامترهای غیر لمسی نیم‌رساناها در بسامد‌های بالا و شدید دفاع کرد.
در سال ۱۹۷۸، با دفاع از پایان‌نامه خود در موضوع «پایه فیزیکی، اصول توسعه و چشم‌انداز روش‌های غیر مخرب در تحقیقات نیمه‌هادیها» دکترای فیزیک و ریاضیات گردید. بین سال‌های ۱۹۷۱ الی ۱۹۷۶ ریاست آزمایشگاه «دقت اندازه‌گیری بدون خطا و روش‌های فیزیکی کنترل» دانشکده فیزیک آکادمی ملی علوم جمهوری آذربایجان را عهده‌دار شد. در سال ۱۹۸۹، به عنوان عضو غیرحضوری و همچنین در سال ۲۰۰۱، به عنوان عضو حضوری به آکادمی ملی علوم جمهوری آذربایجان راه یافت.
عارف پاشایف استاد دانشگاه فنی آذربایجان و محقق برجسته در دانشکده فیزیک آکادمی ملی علوم جمهوری آذربایجان است. همزمان وی از سال ۱۹۹۶ مسئولیت آکادمی ملی حمل و نقل هوایی و همچنین ریاست آکادمی مهندسی و شورای امور کیهانی جمهوری آذربایجان را بر عهده دارد.
عارف پاشایف مولف بالغ بر ۵۰۰ اثر علمی، ۳۰ کتاب و تک‌نوشت می‌باشد. وی بیش از ۶۰ حق طبع و نشر و الگوهای صنعتی اخذ نموده‌است.

## جوایز
- «جایزه دولتی آذربایجان شوروی» - سال ۱۹۹۱
- «نشان شهرت» - ۱۴ فوریه سال ۲۰۰۴[۴]
- عنوان افتخار «دانشمندان افتخاری جمهوری آذربایجان» - ۱۴ دسامبر سال ۲۰۰۵[۵]
- «نشان افتخار» - ۱۲ فوریه سال ۲۰۰۹[۶]
- «نشان استقلال» - ۱۴ فوریه سال ۲۰۱۴[۷]